# Abdulla Tangriev
Abdulla Tangriev (uzbecky cyrilicí Абдулла Тангриев nebo anglicky Abdullo Tangriyev, * 28. března 1981) je uzbecký zápasník – judista a kurašista, stříbrný olympijský medailista z roku 2008 v judu.

## Sportovní kariéra
Zápasení se věnuje od 11 let. S judem začínal ve svých 14 letech v tréninkovém centru mládeže v Chirchiqu pod vedením Servera Murodasilova. V roce 2000 se pátým místem na asijském mistrovství zajistil účast na olympijských hrách v Sydney, kde nakonec vypadl ve druhém kole. V roce 2004 startoval na olympijských hrách v Athénách a podobně jako před čtyřmi lety neprošel přes druhé kolo.
V roce 2008 se kvalifikoval na své třetí olympijské hry v Pekingu. Ve čtvrtfinále si na jeho kumikatě vylámala zuby nastupující hvězda těžké váhy Teddy Riner a jeho pouť pavoukem zastavil až ve finále Japonec Satoši Išii. Získal stříbrnou olympijskou medaili. V dalších letech pokračoval v úspěšné kariéře, kterou však pošpinila namátková dopingová kontrola před olympijskými hrami v Londýně v roce 2012. Za pozitivní nález na canabis dostal dvouletý zákaz startu a přišel o čtvrtou účast na olympijských hrách v řadě.
V roce 2016 se kvalifikoval na své čtvrté olympijské hry v Riu. Ve druhém kole dvakrát krásně hodil na ippon-wzari rumunského obra Daniela Nateu a ve čtvrtfinále hodil na ippon výstavním sode-curikomi-goši Jurije Krakoveckiho z Kyrgyzstánu. V semifinále však fyzicky neustál boj o úchop s Japoncem Hisajošim Harasawou a v boji o třetí místo mu viditelně chyběly síly v zápase s obrovitým Brazilcem Rafaelem Silvou. Obsadil 5. místo.
Vedle juda reprezentoval Uzbekistán v příbuzném vestovém zápasu, ve Střední Asii populárním kuraši, ve kterém je několikanásobným mistrem světa.

### Vítězství
- 2004 – 1x světový pohár (Moskva)
- 2009 – 1x světový pohár (Hamburk)
- 2012 – 1x světový pohár (Moskva)

## Výsledky

### Váhové kategorie
| Olympijské hry    | úč. |     |    |     | úč. |     |    |    | 2. |     |     |     | x |   |     |     | 5. |  |  |  |  |
| Mistrovství světa |     | úč. |    | úč. |     | úč. |    | 7. |    | 3.  | úč. | úč. |   | x | úč. | úč. |    |  |  |  |  |
| Asijské hry       |     |     | 5. |     |     |     | 3. |    |    |     | 2.  |     |   |   | 3.  |     |    |  |  |  |  |
| Mistrovství Asie  | 5.  | ?   |    | 1.  | 3.  | —   |    | 1. | 1. | úč. |     | 1.  | — | x |     | 1.  | 2. |  |  |  |  |
| MS juniorů        | 5.  |     |    |     |     |     |    |    |    |     |     |     |   |   |     |     |    |  |  |  |  |

### Bez rozdílu vah
| Turnaj            | 2000 | 2001 | 2002 | 2003 | 2004 | 2005 | 2006 | 2007 | 2008 | 2009 | 2010 | 2011 |
| Turnaj            | 19   | 20   | 21   | 22   | 23   | 24   | 25   | 26   | 27   | 28   | 29   | 30   |
| ----------------- | ---- | ---- | ---- | ---- | ---- | ---- | ---- | ---- | ---- | ---- | ---- | ---- |
| Mistrovství světa |      | úč.  |      | 3.   |      | 7.   |      | 3.   | úč.  |      | 5.   | 1.   |
| Asijské hry       |      |      | 2.   |      |      |      | —    |      |      |      | —    |      |
| Mistrovství Asie  | —    | ?    |      | ?    | —    | 1.   |      | —    | —    | —    |      |      |